# Chrysolina katonica
Chrysolina katonica es un coleóptero de la familia Chrysomelidae.
Fue descrita científicamente en 1988 por Lopatin.